# Клаузула
Кла́узула (лат. clausula «заключение, окончание, конец») — заключительная часть стиха или строфы.

## Метрика и силлабо-метрика
В метрическом и силлабо-метрическом стихосложении — заключительный укороченный стих строфы. Напр. в Малой сапфической строфе:
Iām satīs tērrīs nivis ātque dīrāe
grāndinīs mīsīt Pater ēt rubēntē
dēxterā sācrās iaculātus ārcēs
tērruit Ūrbēm.
(Horatius, Carmina I 2, 1—4)
Здесь клаузула — Адоний «tērruit Ūrbēm».

## Силлабо-тоника
В силлабо-тоническом стихосложении — заключительные слоги стиха, начиная с последнего ударного слога (икта). Клаузулы различают по числу слогов после последнего ударного:
- 0 слогов — «мужская» клаузула (сире́нь)
- 1 слог — «женская» клаузула (сире́-ни)
- 2 слога — дактилическая клаузула (сире́-невый)
- 3 и больше — гипердактилическая клаузула (сире́-невую).

В силлабо-тонике наиболее частотны женская и мужская клаузулы. Некоторые языки почти не допускают мужской клаузулы (ударение почти никогда не падает на последний слог, напр. в польском яз.). Не во всех языках также допустима дактилическая клаузула (ударение почти никогда не падает на третий от конца слог). Гипердактилические клаузулы очень редки даже в тех языках, где возможны (в том числе в русском яз.).